# Sauris preptochaetes
Sauris preptochaetes là một loài bướm đêm trong họ Geometridae.